# Баталиха
Баталиха — деревня в Великолукском районе Псковской области России. Входит в состав сельского поселения «Переслегинская волость».
Расположена в центре района, недалеко от левого прибрежья реки Ловать, в 7 км к юго-западу от центра города Великие Луки и в 10 км к юго-востоку от волостного центра Переслегино.
Численность населения по оценке на 2000 год составляла 18 человек, на 2010 год — 18 человек.